# Ясюнинский, Константин Арсеньевич
Константи́н Арсе́ньевич Ясю́нинский (3 [15] сентября 1863, Кохма, Владимирская губерния — 17 [30] января 1907, Москва) — общественный и государственный деятель, русский промышленник, купец первой гильдии, инженер-механик, член Государственного совета Российской империи.

## Происхождение и семья
Константин Арсеньевич Ясюнинский родился в русской православной семье, потомственный почётный гражданин. Он и его брат Н. А. Ясюнинский — члены Государственного совета Российской империи.
Константин Арсеньевич Ясюнинский — зять промышленника А. Ф. Второва.
Константин Арсеньевич Ясюнинский потомок промышленников села Кохма (близ Иваново-Вознесенска). Его прадед крестьянин Никита Александрович Ясюнинский, располагая очень небольшим капиталом, открыл в Кохме ручное текстильное предприятие в 1822 году. После смерти Н. А. Ясюнинского в 1823 году дело перешло к его вдове, Маремьяне Петровне, а в 1837 году к их детям, к братьям Козьме, Василию и Евтихию Никитичам, которые в начале 1840-х годов выкупились из крепостной зависимости. Мануфактурное предприятие успешно развивалось, в 1849 году на мануфактурной выставке в Санкт-Петербурге продукция фабрики Ясюнинских получила малую серебряную медаль. В 1843 году Козьма умер, и дело стало принадлежать Василию и Евтихию Никитичам, которые в 1850 году вошли в купеческое сословие, их фабрика стала лучшей в Кохме, в 1852 году на ней были введены первые паровые машины, начался переход к механической набойке. В 1869 году в дело вошел Арсений (умер 15.06.1888), сын Василия Ясюнинского, отец Константина. В 1879 году был учреждён «Торговый дом шуйских купцов первой гильдии В., Е. и А. Ясюнинских», преобразованный в 1887 году в паевое «Товарищество мануфактур В., Е. и А. Ясюнинских»: бумагопрядильная, ситценабивная и белильная фабрики в селе Кохма, 4706 рабочих с капиталом 1,5 млн рублей.

## Биография
Константин Арсеньевич окончил реальное училище в Иваново-Вознесенске. В 1886 году окончил Императорское Московское техническое училище со званием инженер-механик. Первые три года своей практической деятельности Константин провёл на своей фабрике. Здесь он лично заведовал постройкой бумаго-прядильной фабрики. В 1890 году Константин Арсеньевич переехал в Москву, и являясь пайщиком и членом правления, принял на себя заведование финансовой частью предприятия товарищества, вместе с этим лично руководя закупкой требующего для фабрики материалов. Константин Арсеньевич стал пайщиком фабрично-торгового «Товарищества химической и мыловаренной фабрики В. А. Ясюнинского и К°», домовладелецем и директором «Товарищества мануфактур Ясюнинских» и вёл обширные торговые дела в Москве, Омске, Одессе, Ташкенте, Самарканде, Коканде, Бухаре и в Персии. В 1900 году на Всемирной Парижской выставке Товарищество мануфактуры за свои изделия получило золотую медаль, а в отделе фабричной гигиены для улучшения быта рабочих на той же выставке получило «Grand Prix». В 1900 году Константин Арсеньевич стал мануфактур-советником.
С 1890 по 1892 год Константин Арсеньевич был выборным Московского биржевого общества. С 1897 до 1 января 1906 года он был председателем Нижегородского биржевого ярмарочного комитета. Занимал должность председателя Нижегородского биржевого комитета. С декабря 1905 года был председателем Московского отделения Совета торговли и мануфактур. Был членом совета Московского торгового банка. С 1905 года он гласный Московской городской думы и член Политехнического музея. Константин Арсеньевич всегда являлся сторонником просвещения рабочих масс, по его инициативе основано первое в России Московское прядильно-ткацкое училище; он явился его устроителем и организатором и во всё время существования его — председателем попечительного совета. Кроме того, он был избран Московским биржевым обществом членом попечительного совета Александровского мужского и Николаевского женского коммерческих училищ.
В 1905 году Константин Арсеньевич стал одним из создателей Торгово-промышленной партии. В 1906—1907 был членом Центрального комитета «Союза 17 октября». 16 марта 1906 года был избран членом обновлённого Государственного совета Российской империи от промышленности; входил в группу Центра.
Умер скоропостижно 17 января 1907 года; похоронен в Спасо-Андрониковом монастыре(это по изустным данным сотрудников бывшего филиала музея архитектуры в Донском монастыре; а по документальным данным бывшего филиала исторического музея в Новодевичьем монастыре - где-то на территории Новодевичьего монастыря или кладбища при нём). В советское время его надгробие (работы Н.А.Андреева) перенесено в некрополь Донского монастыря без перезахоронения праха.